# Аліяга (станція)
Алія́га — проміжна залізнична станція 5-го класу Одеської дирекції Одеської залізниці на неелектрифікованій лінії Арциз — Ізмаїл між станціями Главані (8 км) та Дзинілор (18 км). Розташована в селищі Аліяга Болградського району Одеської області.

## Історія
Станція відкрита 1941 року в складі залізниці Арциз — Ізмаїл.

## Пасажирське сполучення
З розкладом руху на 2019/2020 роки на станції зупинка поїздів далекого сполучення не передбачена.